# جان مک‌کاردی (تنیس‌باز)
جان مک‌کاردی (انگلیسی: John McCurdy؛ زاده ۱۳ مهٔ ۱۹۶۰) یک تنیس‌باز اهل استرالیا است.